# Nice (chanson)
Pour les articles homonymes, voir Nice (homonymie).
Singles de Duran Duran
What Happens Tomorrow
(2005) Falling Down
(2007)
Nice est une chanson du groupe anglais Duran Duran, sortie en single en 2005. C'est le troisième et dernier extrait d’Astronaut, 11e album studio du groupe, sorti en 2004. Le titre sort sur les radios européennes et en téléchargement.

## Historique
Nice est l'une des premiers morceaux enregistrés par le groupe après la réunion des membres originaux en 2001. Toutefois, la version finale ne sera pas enregistrée avant 2004 avec Don Gilmore dans les studios londoniens de Sphere Studios.

## Clip
Le clip devait être mis en scène par Gary Oldknow, qui avait conçu de nombreuses vidéos pour les tournées du groupe depuis 1998. Cependant, lorsqu'il est décidé que le titre ne sortira qu'en radio et téléchargement, il est décidé qu'aucun clip ne sera tourné.

## Liste des titres

### CD promotionnel (uniquement en Europe)
Toutes les chansons sont écrites et composées par Duran Duran.
| No | Titre                | Durée |
| -- | -------------------- | ----- |
| 1. | Nice (version album) | 3:27  |

### Téléchargement
Toutes les chansons sont écrites et composées par Duran Duran.
| No | Titre                                    | Durée |
| -- | ---------------------------------------- | ----- |
| 1. | Nice (Eric Prydz Mix)                    | 3:28  |
| 2. | Nice (Eric Prydz Radio Mix)              | 3:39  |
| 3. | Nice (Eric Prydz Radio Too Mix)          | 3:37  |
| 4. | Nice (Pablo La Rosa Naughty & Nice Mix)  | 7:20  |
| 5. | Nice (Johnson Somerset Atomic Ice Remix) | 7:01  |
| 6. | Nice (Mike Greig So Nice Mix)            | 3:54  |
| 7. | Nice (Dready Mix)                        | 3:51  |

## Crédits
Duran Duran
- Nick Rhodes : claviers
- Simon Le Bon : chant principal
- John Taylor : guitare basse
- Roger Taylor : batterie
- Andy Taylor : guitare